# آونال (کالیفرنیا)
آونال (به انگلیسی: Avenal) شهری در شهرستان کینگز ایالت کالیفرنیا است که در سرشماری سال ۲۰۱۰ میلادی، ۱۵۵۰۵ نفر جمعیت داشته است.